# براندون وودز
براندون وودز (بالإنجليزية: Brandon Woods) هو مدون فيديو أسترالي، ولد في 10 فبراير 1998 في خليج هيرفي في أستراليا.